# Robert Cornellier
 (janvier 2025).
La mise en forme du texte ne suit pas les recommandations de Wikipédia : il faut le « wikifier ».
Les points d'amélioration suivants sont les cas les plus fréquents :
- Les titres sont pré-formatés par le logiciel. Ils ne sont ni en capitales, ni en gras.
- Le texte ne doit pas être écrit en capitales (les noms de famille non plus), ni en gras, ni en italique, ni en « petit »…
- Le gras n'est utilisé que pour surligner le titre de l'article dans l'introduction, une seule fois.
- L'italique est rarement utilisé : mots en langue étrangère, titres d'œuvres, noms de bateaux, etc.
- Les citations ne sont pas en italique mais en corps de texte normal. Elles sont entourées par des guillemets français : « et ».
- Les listes à puces sont à éviter, des paragraphes rédigés étant largement préférés. Les tableaux sont à réserver à la présentation de données structurées (résultats, etc.).
- Les appels de note de bas de page (petits chiffres en exposant, introduits par l'outil «  Source ») sont à placer entre la fin de phrase et le point final[comme ça].
- Les liens internes (vers d'autres articles de Wikipédia) sont à choisir avec parcimonie. Créez des liens vers des articles approfondissant le sujet. Les termes génériques sans rapport avec le sujet sont à éviter, ainsi que les répétitions de liens vers un même terme.
- Les liens externes sont à placer uniquement dans une section « Liens externes », à la fin de l'article. Ces liens sont à choisir avec parcimonie suivant les règles définies. Si un lien sert de source à l'article, son insertion dans le texte est à faire par les notes de bas de page.
- La présentation des références doit suivre les conventions bibliographiques. Il est recommandé d'utiliser les modèles {{Ouvrage}}, {{Chapitre}}, {{Article}}, {{Lien web}} et/ou {{Bibliographie}}. Le mode d'édition visuel peut mettre en forme automatiquement les références.
- Insérer une infobox (cadre d'informations à droite) n'est pas obligatoire pour parachever la mise en page.

Pour une aide détaillée, merci de consulter Aide:Wikification.
Si vous pensez que ces points ont été résolus, vous pouvez retirer ce bandeau et améliorer la mise en forme d'un autre article.
Robert Cornellier, originaire de Montréal, est un réalisateur, producteur et scénariste.

## Histoire
Il débute dans le cinéma en 1978 avec le documentaire Une autre histoire des pays d'en haut. Ce documentaire est un regard personnel sur l'histoire de l'Abitibi. De 1983 à 1986 il est réalisateur et producteur délégué de la série Caméra Un a Radio-Québec à Val-d'Or . Il écrit et réalise en 1985 le moyen métrage La fuite. Le film raconte l'histoire de deux Allemands qui s'évadent d'un camp de détention en Abitibi durant la Première Guerre mondiale. Michel Côté et Pierre Gobeil tiennent les rôles principaux. Le scénario s’inspire d’un fait réel qui s’est déroulé à La Sarre.  
Il rejoint l'équipe de Nord-Sud de Radio-Québec en 1986 où il réalisera plus d'une centaine de reportages. Durant cette période, il aura des nominations au Gémeaux et des prix dans divers événements. 
En 1994, il co-produit et réalise J'ai encore une vie à vivre, des témoignages d'adolescents sur leur combat contre le cancer. Un an plus tard, il fonde la maison de production Macumba International avec Raymonde Provencher et Patricio Henriquez, qui faisaient partie, eux aussi, de l'équipe Nord-Sud. Dans les cinq années suivantes, il est coproducteur pour la série Vivre en Ville et en addition il réalise 8 épisodes de la série. De 1999 à 2001, la série sera finaliste au Prix Gémeaux pour la meilleure série documentaire.  
Entre 2000 et 2003, il réalise deux volets pour eXtremis. L'un porte sur les enfants soldats de la Sierra Leone et un autre sur les eaux contaminées par l'exploitation minière aux Philippines. En 2002 il reçoit les Prix Gémeaux de la meilleure réalisation et de la meilleure recherche pour une série documentaire avec Raymonde Provencher et Patricio Henriquez. Encore dans la série eXtremis, en 2003, il écrit et réalise La colère des parias. Celui-ci évoque le sujet de l'esclavage moderne. Il revient en 2006 avec Ceux qui n'en meurent pas laissent toute espérance qui parle des conséquences à long terme des grandes catastrophes technologiques des années 1980. Aussi, il collabore à la création du site internet d'eXtremis qui a reçu le Gémeaux du meilleur site internet en 2003 et bien plus encore.  
À l'automne 2008, il co-écrit, réalise et produit le long métrage Black Wave - The Legacy of the Exxon Valdez. Il porte sur la plus importante catastrophe écologique à s'être produite en Amérique du Nord, le déversement du pétrolier Exxon Valdez. Il a été présenté dans plusieurs festivals et télévisions dans le monde et a remporté le Prix Gemini de la meilleure réalisation dans la catégorie documentaire. À la suite de l'explosion de la plate-forme pétrolière Deepwater Horizon dans le golfe du Mexique en 2010, le film aura un grand succès dans le Sud des États-Unis. Il est entre autres souvent utilisé par des groupes écologistes affectés par cette catastrophe.    
Il produit et réalise son deuxième long métrage documentaire en 2009, Le Tour des rêves. Le film raconte les pérégrinations de quatre adolescents engagés dans une des courses de vélo les plus importantes au monde pour des coureurs d'âge junior, le Tour de l'Abitibi. Il reçoit plusieurs prix internationaux comme le All Sports Los Angeles Film Festival et il est en nomination pour les Gémeaux de la meilleure émission sportive.     
Durant les années 2012 et 2013, il co-écrit et réalise une série de quatre épisodes de 52 minutes sous le nom d'Objectif Nord'. Cette série porte un regard sur les réalités et défis liés au développement du nord du Québec en passant par la Côte-Nord, le Nunavik et la Eeyou Istchee-Baie-James. Le tout se fait à travers les témoignages et les expériences de plus d'une quarantaine de personnes qui habitent les environs. La série se rendra en final aux Gémeaux de la meilleure série documentaire.    
En 2014, il réalise le documentaire Retour à Hochelaga qui aborde la question des Autochtones habitant en milieu urbain, plus spécifiquement à Montréal. C’est un phénomène méconnu qui a connu une importante progression depuis la fin des années 1990.     
En 2014, il réalise son troisième long métrage Martin et les Dragons. Dans une école secondaire de Montréal, le travailleur social Martin Dusseault intervient auprès de jeunes en grande difficulté. Son outil: le basketball. Il se sert de la passion des jeunes pour ce sport afin de les aider à reprendre confiance en eux et à poursuivre leurs études.
En 2019, il réalise À la Canne Blanche, l’histoire de Maryse Sauvé et Daniel Bonin, un couple aveugle, qui mettent sur pied une ferme d’élevage pour la production d’œufs de canes. Pendant huit mois Robert Cornellier les accompagne tout au long de la construction d’une canardière. Le documentaire nous fait découvrir la volonté et la résilience de ce couple hors de l’ordinaire.     
En 2024, il co-réalise avec Tomas Sierra Histoires à venir - une expérience interculturelle. À la Polyvalente de St-Jérome des adolescents des classes de francisation et du programme régulier montent un spectacle dans lequel ils partagent des récits d’immigration vécus par certains d’entre eux. L’objectif du projet est de créer des ponts entre les jeunes issus de l’immigration et les jeunes québécois. Le documentaire accompagne les jeunes tout au long de la préparation du spectacle.     

## Filmographie
- 1978 : Une autre histoire des pays d’en haut
- 1981 : La Cabale
- 1985 : La Fuite
- 1989 : Tajwar Kakar, moudjaheda afghane
- 1990 : Femme en péril
- 1991 : Les défis d'Aristide
- 1992 : La Francophonie: l'heure des choix
- 1992 : Haïti, une société de nondroit
- 1993 : L'enfer haïtien
- 1994 : J'ai encore une vie à vivre
- 1996 : Guatemala, défier la peur
- Vivre en ville
- 2000-2001 : 2 volets pour la série eXtremis
- 2003 : La colère des parias, volet sur la série eXtremis
- 2006 : Ceux qui n'en meurent pas laissent toute espérance
- 2008 : Black Wave-The Legacy of the Exxon Valdez
- 2009 : Le Tour des rêves
- 2012-2013 : Objectif Nord
- 2014 : Retour à Hochelaga
- 2015 : Martin et les Dragons
- 2019 : À la Canne Blanche
- 2024 : Histoires à venir - une expérience interculturelle (co-réalisation)

## Prix

### La fuite
- Gerbe d'Or du 21e Yorkton Short Film & Video Festival de Saskatchewan (1985)
- Mention spéciale du jury au 5e Festival international du film d'Amiens

### Reportage divers
- Prix M.I.M. (Média, Islam et Musulmans, 1989) pour le reportage Tajwar Kakar, moudjaheda afghane
- Grand Prix de la Communauté des Télévisions Francophones pour Les défis d’Aristide (1991)
- Prix Media Watch (1990) pour Femmes en péril
- 3e Prix documentaire de la Rencontre Médias Nord-Sud de Genève (1991) pour Femmes en péril
- 2e prix de Vues d’Afrique pour Guatemala, défier la peur (1996)
- Prix Chantal Lapaire pour la meilleure recherche (Abidjan, histoires de femmes) de Vues d’Afrique (1999)

### Vivre en Ville
- Finaliste au Prix Gémeaux pour la meilleure série documentaire en 1999, 2000 et 2001

### Black Wave - The Legacy of the Exxon Valdez
- Prix Gemini de la meilleure réalisation dans la catégorie documentaire

### Le Tour des rêves
- Prix All Sports Los Angeles Film Festival
- Mise en nomination pour le Gémeaux de la meilleure émission sportive

### Objectif Nord
- Finaliste au Gémeaux de la meilleure série documentaire